# جسر الزلزال التذكاري

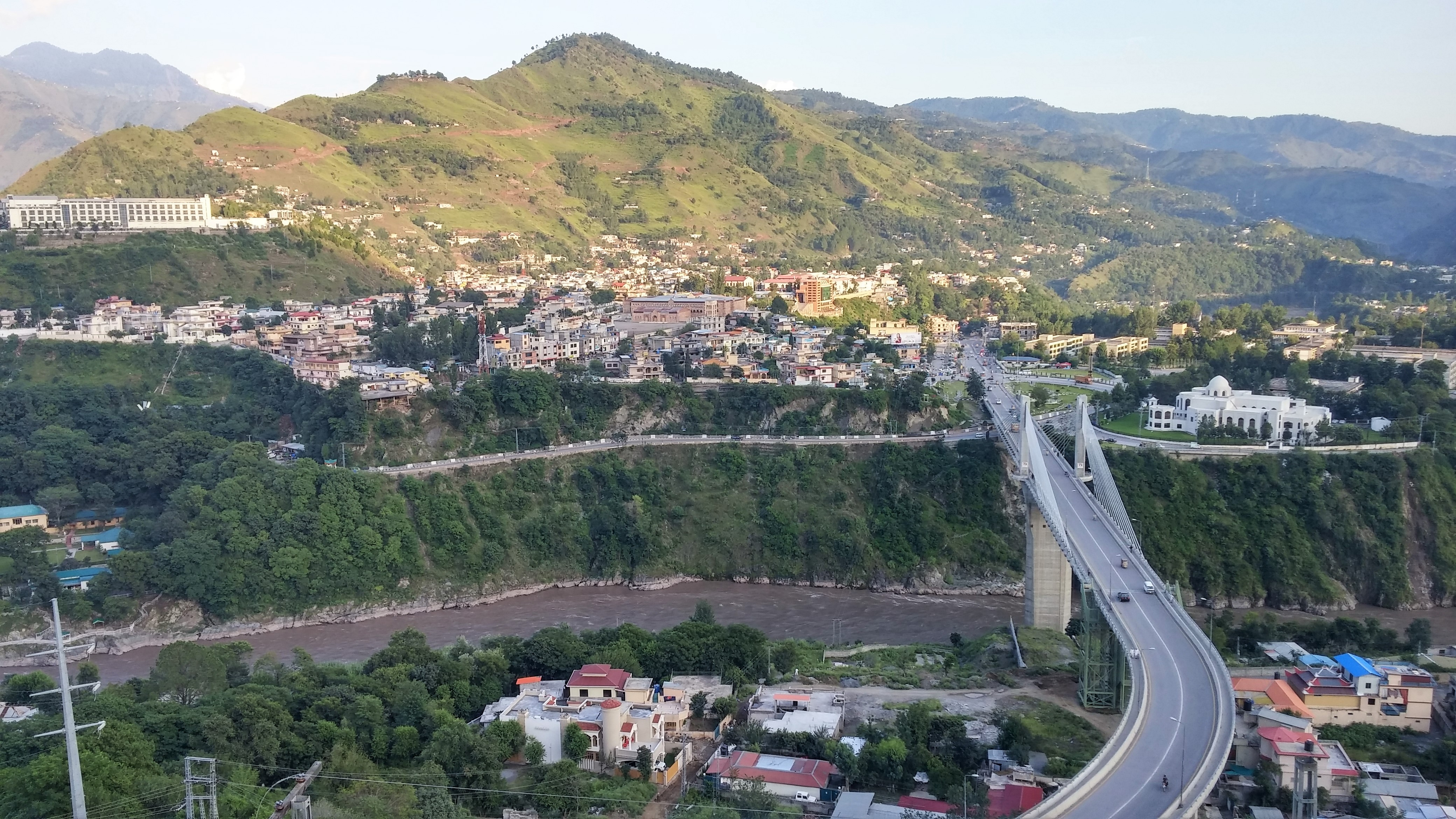
جسر الزلزال في مظفر آباد

جسر الزلزال التذكاري عبارة عن جسر ممتد بطول 474 مترًا في مظفر أباد يربط نالوتشي وشاتار على ضفاف نهر جيلوم. الجسر كلف أكثر من 1.5 مليار روبية، تم تمويله من قبل بنك اليابان للتعاون الدولي. تم الانتهاء من بناء الجسر وافتتاحه في شهر أغسطس عام 2014 بعد تأخير في موعد الانتهاء. يتميز الجسر بحارتين وأرصفة على كلا الجانبين. يبلغ عرض الجسر 15 متر في المجموع.